# Centerville (Dakota du Sud)
Pour les articles homonymes, voir Centerville.
Centerville est une ville américaine située dans le comté de Turner, dans l'État du Dakota du Sud. Selon le recensement de 2010, elle compte 882 habitants. La municipalité s'étend sur 0,72 milles carrés (1,86 km2).
Fondée en 1883, la ville doit son nom à sa position centrale entre Sioux City, Sioux Falls et Yankton pour certains ou entre Parker et Vermillion pour d'autres.

## Démographie
| 1890 | 1900 | 1910 | 1920  | 1930  | 1940  |
| ---- | ---- | ---- | ----- | ----- | ----- |
| 723  | 871  | 971  | 1 104 | 1 169 | 1 046 |

| 1950  | 1960 | 1970 | 1980 | 1990 | 2000 |
| ----- | ---- | ---- | ---- | ---- | ---- |
| 1 053 | 887  | 910  | 892  | 887  | 910  |

| 2010 | - | - | - | - | - |
| ---- | - | - | - | - | - |
| 882  | - | - | - | - | - |